# Біскупиці (Люблінське воєводство)
Біскупиці (пол. Biskupice) — село в Польщі, у гміні Травники Свідницького повіту Люблінського воєводства.
Населення — 853 особи (2011).

## Демографія
Демографічна структура станом на 31 березня 2011 року:
|          | Загалом | Допрацездатний вік | Працездатний вік | Постпрацездатний вік |
| -------- | ------- | ------------------ | ---------------- | -------------------- |
| Чоловіки | 390     | 80                 | 271              | 39                   |
| Жінки    | 463     | 94                 | 263              | 106                  |
| Разом    | 853     | 174                | 534              | 145                  |